# Kunoss Endre
Kunoss Endre (Egyházashetye (Vas vármegye), 1811. április 9. – Káloz, 1844. június 22.) ügyvéd, költő.

## Életútja
Kunoss János és Illés Erzsébet szegény, földmívelő szülők fia. Már ifjú korában kiváló tehetséget tanúsított a költészet terén; bölcseleti s jogi tanulmányait kitűnő sikerrel végezte s joggyakorlatra Hrabovszky Sámuel Vas vármegyei tiszti alügyészhez ment. Letette az ügyvédi vizsgát, mire hosszabb utazást tett Németországban; ez alkalommal ismerkedett meg Vajda Péterrel, kinek a természetért rajongó lelke reá nagy hatással volt. Pesten telepedett meg, hol Ney Ferenccel, Táncsics Mihállyal és Kovacsóczy Mihállyal a legbensőbb barátságban élt. Írói pályáját 1836-ban a Jelenkornál kezdte meg, 1837 októberig e lapnak segédszerkesztője és szorgalmas munkatársa volt; majd a Világ tárcaírója lett. Beteges volt és rossz anyagi viszonyok közt élt. Nevelősködött Zichy Ödön gróf Edmund és Ágoston fiai mellett Szentmihályon (Veszprém vármegyében), majd a Battyány gróf családjánál. Ezalatt sok verset írt a lapokba, melyek az Athenaeum korának jelesebb ifjúkori lírikusai közé emelték; legismeretesebbek: Képeddel alszom el ... és Kitárom reszkető karom ... kezdetűek; dalainak forrása Horváth Nina iránt érzett szerelme volt, akivel Szentmihályon tartózkodása alatt ismerkedett meg és különösen Pozsonyban időzése alatt, ahol 1843. május 14-től mint a távollevő Batthyány Zsigmond és Zichy György grófok képviselője volt jelen, sűrűn levelezett. 1842-ben Zichy Domokos gróf veszprémi püspök rácalmási birtokának 14-ed részét ajándékozta neki. Vas és Fejér vármegyék táblabírája s 1836-ban királyi táblai hites jegyző volt. Emellett még mindig tanított a Battyány háznál. Pozsonyban tartózkodása alatt a Hirnök segédszerkesztőjeként és országgyűlési tudósítójaként szerepelt. A megfeszített munka végképp aláásta egészségét. 1844. május 22-én roncsolt egészsége helyreállítása végett Zichy Ödön gróf meghívására Fejér vármegyébe, Káloz helységbe utazott, ahol június 22-én sorvadásban meghalt. Barátja, Ney Ferenc emlékezett meg róla az Életképekben (1844. II. 328. I. Emléksorok Kunoss sirjára). Közadakozásból kálozi sírján 1846-ban piramis alakú emléket állítottak fel, melyet Zichy Jenő gróf 1877-ben vasráccsal keríttetett körül.
Költeményei, beszélyei és cikkei a Koszorúban (1831-35. költ. és Kora házasság, késő bánat cz. elbeszélése, Bústavi és Bústavi Zoltán álnévvel); a Tudom. Gyűjteményben (1831. VII. A villanyról, IX. A vidék vagy tájszavakról, XI. A nyelvünkben idegen szavakról, XII. Nemzeti játékszin honi fölemelkedésünk segéde, 1832. I. Az ember társaságra született, V. Valami a természeti jogból, 1835. VII. A melegről, IX. A levegői tüneményekről, XII. A fénylő és tüzes levegői tüneményekről, 1836. v. Töredékrész a természeti jogból); a Bajza Aurorájában (XV., XV. évf. 1835-36. költ.); a Rajzolatokban (1835-37. költ. és A halászleány c. novella, Literaturai világ, 62-83. sz. A tatai hajdukisértet cz. rajz, 1838. Emlékbeszéd Karacs Teréz hamvai felett); a Természetben (1838. Többszöri aratás egy vetés után, Gyümölcsnemesítés); a Honművészetben (1836. 1839. költ. és könyvism.); az Emlényben (1837., 1839., 1842-43. költ.); a Hajnalban (1887-38. költ.); a Részvét Gyöngyeiben (1838. költ. és Ujévi gondolatok 1839-re); a Budapesti Árvizkönyvben (I. 1839. költ.); a Hirnökben (1840. 63. sz. Literatura és nyilvánosság, 1843. 77. sz. Irodalom és nemzetiség); a Közleményekben (1841. költ. és A koszorú cz. elb.); a Literaturai Lapokban (1841. kritikák); a P. Hirlapban (1841. 10. sz. Csőd és nyilvánosság, 28. sz. Kliegl és betűgépei, 43. sz. Még egyszer Kliegl és gépei sat.); az Életképekben (1843. Karácsony éj, 1844. I. 410. 1. Utolsó költeménye: Egy koporsó felett); az Aradi Vészlapokban (1844. költ.)

## Munkái

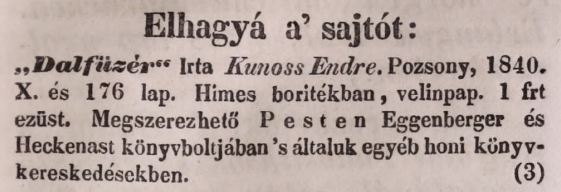
Dalfüzér-hirdetés (elírt évszámmal; Hasznos Mulatságok 1839. okt. 26.)

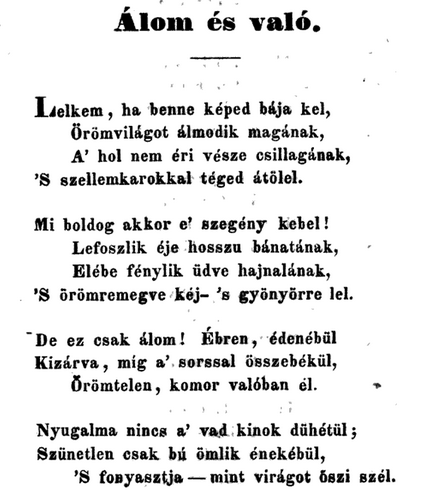
Költemény a Dalfüzérből

1. Alapvonatok a honi nevelés köréből. Jelen időnk szelleméhez alkalmazva. Pest, 1833.
2. Szófüzér vagyis a tudomány, művészség, társalkodás és költészet ujonnan alkotott, fölélesztett vagy idomított szavainak jegyzéke. Az eddigi szótárak helyettesitéséül s pótlékául, hasonértelmű magyar- és német-latin kifejezésekkel megvilágosítva. Uo. 1834. (2. jav. és 750 szóval bőv. kiadás. Német czímmel is. Kassa, 1835. 3. bőv. kiadás. Uo. 836. 4. k. Pest, 1843.)
3. Gyalulat, vagy is megmagyarosított jegyzéke azon idegen szavaknak, melyek különféle nyelvekböl kölcsönözetvén, a magyar beszédben és irásban korcsosítva vagy eredetikép használtatnak. Pest, 1835. (Ezen német czímmel is: Freumdwörterbuch der ungarischen Sprache ...).
4. Honi törvénytudomány. Első osztály. Polgári magánjog. Az 1836. országos végzeménybeli változtatások szerint írta. Uo. 1838.
5. Dalfüzér. Pozsony, 1839. (78 lyrai költemény.)
6. Dajkakönyv. Buda, 1842. (2. k. Pest, 1843. Orvosi és nevelési életszabályok. Ism. Regélő P. Divatlap I. 14. sz.)
7. Kunoss versei. Pest, 1843.
8. A selymészet kézi könyve vagyis népszerű utmutatás a szederfák ültetése, ápolása és selyemhernyók tenyésztése ügyében. Irta Kunoss Endre a selymészet tárgyában nemes Fejérmegye által kinevezett küldöttségnek a fejérmegyei szederfa-tenyésztő társulatnak választmányi tagja. 1843.

Szerkesztette és kiadta a Természet c. szaklapot a Lombok c. melléklappal 1838. ápr. 3-tól szept. 28-ig, hetenként 2-er, összesen 52 szám, táj- és növényrajzokkal, nyom. Budán; a Részvét Gyöngyei c. albumot az árviz által károsult Petmegyei adozó nép javára saját költségén kiadta Budán 1838-ban.
Kéziratban a budapesti nemzeti színház könyvtárában: Istenitélet, eredeti szomorújáték 4 felv. (először adatott a pesti nemzeti szinházban 1839. ápr. 8. Ism. Honművész 30., 31. sz., Rajzolatok 29. sz.) Levelei Horvát Istvánhoz, Pest 1835. aug. 9. (a m. n. múzeumban); Matics Imréhez, Szent-Mihály 1840. őszhó 15. (Figyelő I. 1876. 249. 1.)
Kiadta a Szerb népdalok és népregék, ford. Székács József. Pest, 1836.; az Országgyűlési Lant. Irták Á. P. V. Pozsony, 1839. cz. munkákat és Glatz imakönyvét magyarítva.
Kunoss halála után Gasparich Kilitnél voltak kéziratai s hozzá írt 287 levele.